# گرابن (بایرن)
گرابن (به آلمانی: Graben) یک شهر در آلمان است که در آوگسبورگ واقع شده‌است.